# Belinda (roman)
Pour les articles homonymes, voir Belinda.
Belinda est un roman britannique de Maria Edgeworth paru en 1801, qui donna lieu à controverse, car il traite de mariage interracial.